# Veduggio con Colzano
Veduggio con Colzano – miejscowość i gmina we Włoszech, w regionie Lombardia, w prowincji Monza i Brianza.
Według danych na rok 2004 gminę zamieszkiwało 4247 osób, 1415,7 os./km².